# David Campbell (Politiker, Juli 1957)
Hon. David Andrew Campbell (* 27. Juli 1957 in Bulli, New South Wales) ist ein australischer Politiker der Australian Labor Party ALP, der von 1991 bis 1999 Oberbürgermeister von Wollongong City sowie zwischen 1999 und 2011 Mitglied im Parlament von New South Wales war und verschiedene Ministerämter bekleidete.

## Leben

### Oberbürgermeister von Wollongong City und Mitglied im Parlament von New South Wales
David Andrew Campbell trat 1976 in die Australian Labor Party ALP und engagierte sich in verschiedenen Funktionen im Ortsverein Corrimal. Er war als Vorsitzender der Regionalen Entwicklungsbehörde von Illawarra, dem Illawarra Regional Development Board, als Vorsitzender der Städtischen Galerie von Wollongong, als Direktor der Port Kembla Port Corporation, der Hafengesellschaft von Port Kembla, tätig. 1987 wurde er zunächst Mitglied des Stadtrates des lokalen Verwaltungsgebietes LGA (Local Government Area) Wollongong City und befasste sich während seiner Mitgliedschaft bis 1991 mit Themen wie regionale Wirtschaftsentwicklung, Stadtplanung, Zugang zu Gemeinschaften, indigenen und gemeinnützigen Fragen. Daraufhin war er daraufhin zwischen September 1991 und März 1999 Oberbürgermeister von Wollongong City. Er wurde außerdem Mitglied des Exekutivvorstandes des Verbandes für Kommunalverwaltung (NSW Local Government Association) sowie 1995 Fellow der 1951 gegründeten University of Wollongong (UOW).
Bei den Wahlen am 27. März 1999 wurde Campbell für die Australian Labor Party ALP erstmals Mitglied im Parlament von New South Wales und vertrat nach seinen Wiederwahlen am 22. März 2003 und 24. März 2007 bis zum 4. März 2011 den Wahlkreis Keira in der Legislativversammlung (NSW Legislative Assembly), dem Unterhaus des Parlaments, und erzielte sein bestes Wahlergebnis mit 57,84 Prozent bei der Wahl 2007. Zu Beginn seiner Parlamentszugehörigkeit war er zwischen dem 3. Juni 1999 und dem 28. Februar 2003 Vorsitzender des Gemeinsamen Parlamentsausschusses für Straßensicherheit (Joint Standing Committee on Road Safety (Staysafe)), zugleich vom 31. Mai 2000 bis 28. Februar 2003 Vorsitzender des Ausschusses für Kinder und Jugendliche (Committee for Children and Young People) sowie kurzzeitig zwischen dem 13. März und dem 18. Juli 2002 Vorsitzender des Gemeinsamen Sonderausschusses des Parlaments für die Qualität von Gebäuden (Joint Select Committee on the Quality of Buildings).

### Minister in New South Wales
Am 2. April 2003 übernahm David Campbell seine ersten Regierungsämter und übernahm im Kabinett von Premierminister Bob Carr die Ämter als Minister für regionale Entwicklung (Minister for Regional Development) und Minister für Kleinunternehmen (Minister for Small Business). Zugleich war er zwischen dem 2. April 2003 und dem 4. Dezember 2009 Minister für die Region Illawarra (Minister for the Illawarra) sowie zwischen dem 27. Mai 2003 und der Abschaffung des Amtes durch den Erlass des Hochschulrechtsänderungsgesetzes (Parliamentary Contributory Superannuation Fund) am 21. Dezember 2004 auch Repräsentant der Legislativversammlung im Rat der University of Wollongong. Daneben fungierte er zwischen dem 27. Mai 2003 und dem 4. März 2011 als Trustee des Parliamentary Contributory Superannuation Fund, des Parlamentarischen Beitragsrentenfonds. Im Kabinett von Morris Iemma, dem Nachfolger Carrs als Premierminister, blieb er zunächst vom 3. August 2005 bis zum 2. April 2007 Minister für regionale Entwicklung und Minister für Kleinunternehmen. Daneben fungierte er zwischen dem 17. Februar 2006 und dem 2. April 2007 als Minister für Wasserversorgung (Minister for Water Utilities) und war zudem vom 20. Oktober 2006 bis zum 2. März 2007 als Leader of the House Vorsitzender der Mehrheitsfraktion in der Legislativversammlung. Nach einer weiteren Regierungsumbildung fungierte er im Kabinett Iemma zwischen dem 2. April 2007 und dem 5. September 2008 als Polizeiminister (Minister for Police).
Im Kabinett von Nathan Rees, der Morris Iemma als Premierminister ablöste, bekleidete er vom 5. September 2008 bis zum 4. Dezember 2009 das Amt als Verkehrsminister (Minister for Transport) und war im Anschluss im Kabinett von Kristina Keneally, die wiederum die Nachfolge von Rees als Premierministerin antrat, zwischen dem 8. Dezember 2009 und dem 21. Mai 2010 Minister für Verkehr und Straßen (Minister for Transport and Roads). Zuletzt war er vom 10. Juni 2010 bis zum 4. März 2011 als Temporary Speaker zeitweilig Parlamentspräsident bei Abwesenheit oder in Vertretung des Sprechers der Legislativversammlung.
Aus seiner Ehe mit Edna Campbell gingen zwei Söhne hervor.